# Intakes (album)
Intakes – studyjny album amerykańskiego piosenkarza Ricky'ego Nelsona i grupy muzycznej Stone Canyon Band wydany w 1977 roku przez Epic Records. 

## Utwory
| A1 | You Can't Dance         | 2:59 |
| A2 | One X One               | 3:35 |
| A3 | I Wanna Move With You   | 3:30 |
| A4 | It's Another Day        | 3:11 |
| A5 | Wings                   | 3:13 |
| B1 | Five Minutes More       | 2:46 |
| B2 | Change Your Mind        | 2:31 |
| B3 | Something You Can't Buy | 2:48 |
| B4 | Gimme A Little Sign     | 3:06 |
| B5 | Stay Young              | 3:32 |